# Trichacis
Trichacis (лат.) — род платигастроидных наездников из подсемейства Platygastrinae (Platygastridae).

## Описание
Мелкие перепончатокрылые насекомые (длина от 2 до 3 мм). Основная окраска чёрная. Нижнечелюстные щупики 2-члениковые, нижнегубные щупики состоят из 1 сегмента. Формула голенных вершинных шпор 1-2-2. От близких родов (Piestopleura, Synopeas) отличаются специализированной областью с пучком волосков на вершине мезоскутеллюма, гладким лбом, широко разделённым килем проподеума, несжатыми с боков грудью и головой. Trichacis как и другие Platygastroidea обладают половым диморфизмом. Самцы отличаются от самок нитевидными усиками с увеличенным 4-м антенномером (= 2-м флагелломером) и внешне видимым метасомальным 7-м тергитом.
Предполагается, что все представители рода Trichacis являются койнобионтными эндопаразитоидами личинок двукрылых галлиц (Diptera: Cecidomyiidae). Поскольку большинство из Cecidomyiidae питаются живыми растениями и могут быть важными сельскохозяйственными вредителями, виды Trichacis имеют потенциал быть ключевыми агентами в биологическом контроле. Тем не менее, биология и разнообразие Trichacis остаются малоизвестными.

## Систематика
Род был впервые описан в 1856 году немецким энтомологом Арнольдом Фёрстером (Arnold Förster). От морфологически близких родов Platygastrinae (Isocybus Foerster, Metanopedias Brues, Trichacoides Dodd) отличается специализированной областью мезоскутума с пучком волосков, гладким лбом, 3-5-члениковой булавой усиков самок, шестью видимыми сегментами метасомы самок. Филогенетические исследования надсемейства Platygastroidea (Murphy et al. 2007) включают Trichacis в одну кладу вместе с родами Synopeas и Piestopleura (Platygastridae: Platygastrinae). Однако в этом исследовании близкие рода Isocybus, Metanopedias и Trichacoides не были проанализированы и филогенетические взаимоотношения с ними остаются неясными.
- Trichacis abdominalis Thomson, 1859
- Trichacis acarinata Arias-Penna & Masner
- Trichacis acuminata Arias-Penna & Masner
- Trichacis acuta Arias-Penna & Masner
- Trichacis afurcata Szabó, 1977
- Trichacis alticola Masner, 1983
- Trichacis ariaspennae Buhl, 2011
- Trichacis arizonensis (Ashmead, 1893)
- Trichacis bidentiscutum Szabó, 1981
- Trichacis bison Masner, 1983
- Trichacis celticola Masner, 1983
- Trichacis clypeata Arias-Penna & Masner
- Trichacis colombiana Arias-Penna & Masner
- Trichacis concavata Arias-Penna & Masner
- Trichacis cornicola (Ashmead, 1893)
- Trichacis cornuta Fouts, 1925
- Trichacis corrugata Arias-Penna & Masner
- Trichacis costaricana Arias-Penna & Masner
- Trichacis crossi MacGown, 1989
- Trichacis delsinnei Arias-Penna & Masner
- Trichacis denudata Buhl, 2001
- Trichacis depressa Arias-Penna & Masner
- Trichacis dianae Arias-Penna & Masner
- Trichacis didas (Walker, 1836)
- Trichacis dracula Masner, 1983
- Trichacis elongata Masner, 1983
- Trichacis fernandezi Arias-Penna & Masner
- Trichacis fusciala Szabó, 1981
- Trichacis hajduica Szabó, 1981
- Trichacis hansoni Arias-Penna & Masner
- Trichacis howensis Dodd, 1924
- Trichacis huberi Masner, 1983
- Trichacis hungarica Szabó, 1977
- Trichacis illusor Kieffer, 1916
- Trichacis indica Kieffer, 1907
- Trichacis kaulbarsi Arias-Penna & Masner
- Trichacis khajjiara Mani, 1975
- Trichacis laticornis Buhl, 2001
- Trichacis magnifica Arias-Penna & Masner
- Trichacis mahunkai Szabo, 1981
- Trichacis mandibulata Masner, 1983
- Trichacis meridionalis (Brues, 1910)
- Trichacis mexicana Arias-Penna & Masner
- Trichacis nosferatus Buhl, 1997
- Trichacis opaca Thomson, 1859
- Trichacis panamana Arias-Penna & Masner
- Trichacis pannonica Szabó, 1977
- Trichacis pecki Arias-Penna & Masner
- Trichacis pisis (Walker, 1836)
- Trichacis procera Arias-Penna & Masner
- Trichacis proximata Arias-Penna & Masner
- Trichacis pulchricornis Szelényi, 1953
- Trichacis punctata Arias-Penna & Masner
- Trichacis pyramidalis Masner, 1983
- Trichacis quadriclava Szabó, 1981
- Trichacis remulus (Walker, 1836)
- Trichacis rufipes Ashmead, 1893
- Trichacis sculpturata Arias-Penna & Masner
- Trichacis striata Masner, 1983
- Trichacis tatika Szabó, 1977
- Trichacis texana Fouts, 1925
- Trichacis transversata Arias-Penna & Masner
- Trichacis triangulata Arias-Penna & Masner
- Trichacis tristis (Nees von Esenbeck, 1834)
- Trichacis virginiensis Ashmead, 1893
- Trichacis vitreus Buhl, 1997